# Rubus oenensis
Rubus oenensis es una especie de planta del género Rubus, perteneciente a la familia Rosaceae.

## Taxonomía
Rubus oenensis fue descrita por H. E. Weber en 1989.

## Distribución
Se encuentra en el territorio de Alemania.